# Aufguss (Zubereitung)

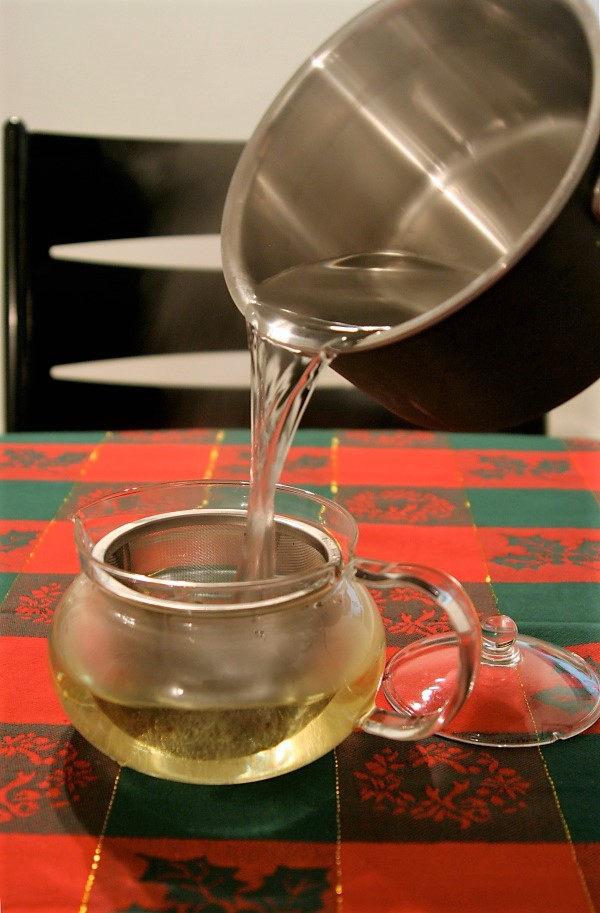
Aufgießen von Teeblättern

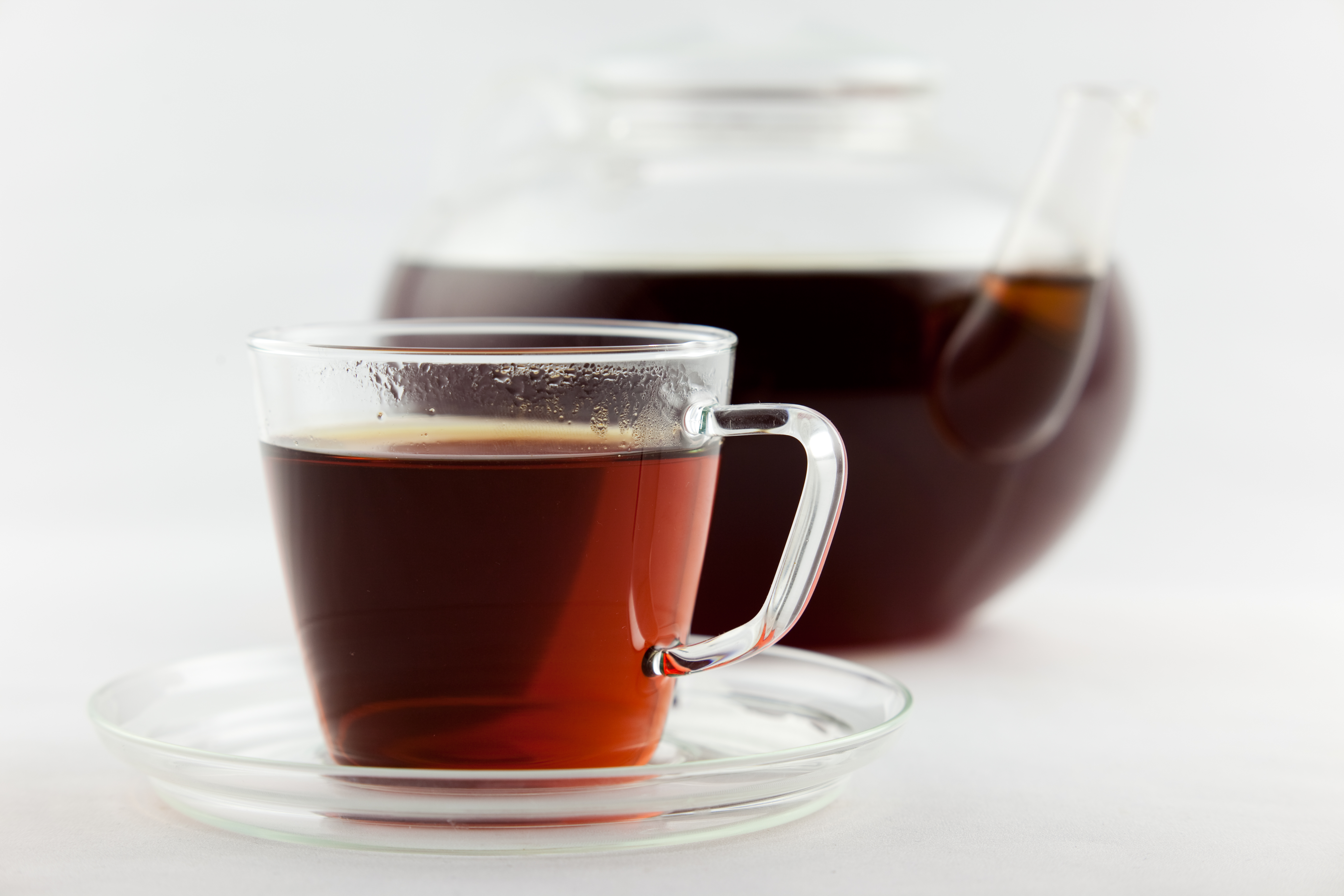
Frisch aufgebrühter Rooibostee

Ein Aufguss oder Infus (lateinisch infusum „der Aufguss“, lateinisch infusio „das Hineingießen“, vergleiche „Infusion“) ist ein wässriger Extrakt, der durch das Übergießen von Drogen (zum Beispiel Kräutern, Früchten, Pflanzenteilen) mit heißem oder kochendem Wasser (oder auch Wein bzw. Essig) gewonnen wird.
Die Droge wird mit kochendem Wasser übergossen und 10 bis 15 Minuten abgedeckt ziehen gelassen. Danach wird durch ein Teesieb abgesiebt. Die verwendete Menge richtet sich nach der Pflanzenart, nach dem Verwendungszweck des Aufgusses und danach, ob frische oder getrocknete Pflanzen verwendet werden. Für eine medizinische Anwendung, etwa als Tee(-Aufguss), werden, je nach Pflanzenart, meist etwa 2 bis 4 Gramm getrocknetes Kraut auf 150 Milliliter Wasser verwendet. Wenn frische Pflanzen verwendet werden, liegt die benötigte Menge etwa bei 4 bis 5 Esslöffeln des grob zerkleinerten Krautes. Trockene Früchte, etwa Fenchel, sollten vor dem Aufgießen in einem Mörser etwas zerstoßen werden.
Das Aufgießen pflanzlicher Zutaten (zum Beispiel Früchte, frische oder getrocknete Kräuter) kann in einem hitzefesten Topf oder einer Kanne geschehen. Das heiße Wasser bewirkt, dass Heil- und Aromastoffe aus den Zutaten gelöst werden. Diese können anschließend entweder als Aufgussgetränk eingenommen werden (zum Beispiel Kräutertee oder Früchtetee) oder zur Inhalation als Heilmittel gegen Erkrankungen der Atemwege (zum Beispiel Schnupfen und Erkältung) dienen.